# Marianów (powiat kielecki)
Marianów – wieś w Polsce położona w województwie świętokrzyskim, w powiecie kieleckim, w gminie Łopuszno.
| SIMC    | Nazwa     | Rodzaj    |
| ------- | --------- | --------- |
| 0992792 | Chruśnica | część wsi |

W latach 1975–1998 miejscowość należała administracyjnie do województwa kieleckiego.